# Christian Friedrich Kahnt
Christian Friedrich Kahnt (* 10. Mai 1823 in Leipzig; † 5. Juni 1897 in ebenda) war ein deutscher Musikverleger, Redakteur und Namensgeber für den von ihm gegründeten Verlag.

## Leben
Christian Friedrich Kahnt gründete im Jahr 1851 den unter seinem Namen bis in das 20. Jahrhundert betriebenen Verlag C. F. Kahnt. Über diesen Musikverlag verlegten er und seine Nachfolger von 1855 bis 1906 die Neue Zeitschrift für Musik (NZfM). Nach dem Tod des Musikkritikers und -wissenschaftlers Franz Brendel im Jahr 1868 agierte Kahnt auch nominell als verantwortlicher Redakteur der Zeitschrift.
Kahnt verlegte eine Reihe bedeutender Werke, unter anderem von Franz Liszt, wie auch die Oper Der Barbier von Bagdad von Peter Cornelius.
1886 erwarb Oskar Schwalm den Leipziger Verlag, der dann als C. F. Kahnt Nachf[olger] firmierte. 1888 ging er in den Besitz von Louis Paul Simon über, 1903 in den des Musikalienhändlers Alfred Hoffmann, der die Sparte Musikbuch wesentlich erweiterte. Bis 1954 war der Verlag im Besitz der Familie Hoffmann, 1963 wurde die Firma aufgelöst.